# Snogeholm slot
Snogeholm (før 1658 dansk: Snogeholm slot) er et slot i Skåne. Det nuværende slot er fra slutningen af 1800-tallet a la fransk rokoko og er fra 1960'erne hotel og restaurant.

## Historie
På en ø i Snogeholmsøen lå i middelalderen borgen Hejreholm, som formentlig som resten af sognet Søfde hørte under biskoppen i Lund. Ved reformationen 1536 overgik Søfde til kronen, og som erstatning for den ødelagte borg opførtes en ny.
Ved midten af 1500-tallet ejedes den af ridderen Holger Gregersen Krognos. Via datteren Holgerd gik ejendommen til datterens søn Peder Axelsen Brahe. Men borgen brændte og blev ikke genopbygget. Braherne opførte i stedet gården Snogeholm. I 1642 overgik den til slægten Marsvin og siden til slægterne Bille og Thott, hvor Otte Thott til Næs var den sidste ejer i den danske tid, og igen en Bille.
I slutningen af 1600-tallet lod Christian Bille opføre en ny hovedbygning. Det nuværende slot opførtes for grev Piper 1879-81 efter tegninger af den danske arkitekt Carl Ferdinand Rasmussen.
1915 blev det købt af danskeren Harry Treschow, som i 1917 solgte slottet til O. Olsen, som også var dansk.